# 44ª Mostra internazionale d'arte cinematografica di Venezia

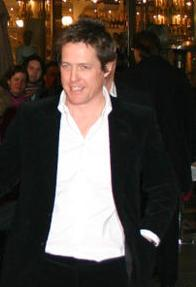
Hugh Grant, vincitore come miglior attore ex aequo con James Wilby

La 44ª edizione della Mostra internazionale d'arte cinematografica di Venezia si è svolta a Venezia, Italia, dal 29 agosto al 9 settembre del 1987. Guglielmo Biraghi è il curatore dell'edizione (dalla successiva diviene Direttore della Mostra).
Tra i film celebri presentati fuori concorso, Gli intoccabili di Brian De Palma e The Dead - Gente di Dublino, ultima opera e "testamento" cinematografico di John Huston, scomparso un giorno prima dell'inizio della Mostra. La retrospettiva è dedicata a Joseph Leo Mankiewicz.

## Giuria e Premi
La giuria era così composta:
- Irene Papas (presidente, Grecia), Sabine Azéma (Francia), John Bailey (Stati Uniti d'America), Anja Breien (Norvegia), Beatriz Guido (Argentina), Károly Makk (Ungheria), Serghej Solov'ëv (Unione Sovietica), Carlo Lizzani, Vittorio Storaro (Italia), Ana Carolina (Brasile), Michael York (Gran Bretagna), Regina Ziegler (Germania Ovest).

I principali premi distribuiti furono:
- Leone d'oro: Arrivederci ragazzi (Au revoir les enfants) di Louis Malle
- Leone d'argento: Maurice di James Ivory e Lunga vita alla signora! di Ermanno Olmi (ex aequo)
- Gran premio della giuria: Hip hip hurra! di Kjell Grede
- Coppa Volpi al miglior attore: James Wilby e Hugh Grant per Maurice di James Ivory (ex aequo)
- Coppa Volpi alla miglior attrice: Kang Soo-Yeon per Sibajî
- Leone d'oro alla carriera: Luigi Comencini e Joseph L. Mankiewicz

## Film in concorso
| - The Tale of Ruby Rose (t.l. La storia di Ruby Rose), regia di Roger Scholes - Le sourd dans la ville (t.l. Il sordo nella città), regia di Mireille Dansereau - Ssibaj-i (The Surrogate Woman, t.l. Madre in affitto), regia di Im Kwon-taek - Arrivederci ragazzi (Au revoir les enfants) , regia di Louis Malle - Comédie! (t.l. Commedia!), regia di Jacques Doillon - Maurice (Maurice), regia di James Ivory - Marusa no onna (t.l. L'esattrice), regia di Jūzō Itami - Oridathu (t.l. Villaggio), regia di Aravindan - Un ragazzo di Calabria, regia di Luigi Comencini - Gli occhiali d'oro, regia di Giuliano Montaldo - Lunga vita alla signora!, regia di Ermanno Olmi - Quartiere, regia di Silvano Agosti | - Al rajol al mohajab (t.l. L'uomo con il velo), regia di Maroun Bagdadi - O desejado (t.l. Il desiderato), regia di Paulo Rocha - Divinas palabras (t.l. Parole divine), regia di José Luís García Sánchez - La casa dei giochi (House of Games), regia di David Mamet - Accadde in paradiso (Made in Heaven), regia di Alan Rudolph - Hip hip hurra!, regia di Kjell Grede - La vallée fantôme (t.l. La valle fantasma), regia di Alain Tanner - Si le soleil ne révenait pas (T.l. Se il sole non tornasse più), regia di Claude Goretta - Anayurt Oteli (t.l. Hotel Madrepatria), regia di Ömer Kavur - Szorniek evadja (t.l. La stagione dei mostri), regia di Miklós Jancsó - Pljumbum, ili opasnaja igra (t.l. Pljumbum, un gioco pericoloso), regia di Vadim J. Abdrasitov |